# انبعاث الأشعة السينية
يحدث انبعاث الأشعة السينية من كثير من الأجرام السماوية. هذه الانبعاثات يمكن أن يكون لها نمط يحدث بشكل متقطع، أو كحدث فلكي عابر. في علم فلك الأشعة السينية تم اكتشاف مصادر كثيرة  عن طريق وضع كاشف الأشعة السينية فوق الغلاف الجوي  للأرض. في كثير من الأحيان، يكون أول مصدر للأشعة السينية يتم اكتشافه  في العديد من الكوكبات هو مصدر الأشعة السينية العابر. هذه الأجرام تُظهر تغيرا في مستويات انبعاث الأشعة السينية. الفلكي في معمل أبحاث البحرية الأمريكية الدكتور جوزيف لاتسيو يقول: «... تتصف السماء بامتلائها بالأجرام الباعثة لأطوال موجية من الأشعة السينية وأشعة جاما...». كما أن هناك عدد متزايد من أجرام الأشعة السينية. بمعنى السفر فإن الجرم السماوي الوحيد الذي تنبهث منه الأشعة السينية ولا ينتمي لكوكبة هو الشمس. كما يرى من الأرض، فإن الشمس تتحرك من الغرب إلى الشرق على طول مسار الشمس، لتمر خلال سنة واحدة من خلال البروج الإثني عشر من دائرة البروج، والحواء.

## البواعث الغريبة للأشعة السينية

الظهور المفاجئ للباعث "الجرم اللغز" SCP 06F6 في مجال رؤية هابل. الصور في الأسفل تمثل الصورة مكبرة.

SCP 06F6 هو (أو كان) جرما فلكيا من نوع غير معروف، اكتشف في 21 فبراير / شباط 2006 ، في كوكبة العواء أثناء مسح العنقود المجري CL 1432.5+3332.8 بواسطة الكاميرا الاستقصائية المتقدمة لتلسكوب الفضاء هابل.
قدم القمر الصناعي الأوروبي والذي يستخدم الأشعة السينية XMM نيوتن ملاحظة في أوائل آب / أغسطس 2006 حيث يظهر توهج من الأشعة السينية حول SCP 06F6, ترتيبين أحدهم أكثر إضاءة من المستعر الأعظم.

## المستعر أو المستعر الأعظم
معظم المصادر الفلكية العابرة للأشعة السينية تمتلك هيكلا زمنيا بسيطا ومتسقا; عادة إضاءة سريعة يليها  خفوت يتلاشى تدريجيا، كما في المستعر أو المستعر الأعظم.
غرو J0422+32 هو مستعر أشعة سينية ومرشح ليصبح ثقبا أسودا والذي تم اكتشافه من قبل أداة BATSE على القمر الصناعي CGRO  في الخامس من أغسطس عام 1992. خلال انفجاره، لوحظ أنه أقوى من مصدر أشعة جاما في سديم السرطان حيث وصلت طاقة الفوتونات إلى ما يقرب من حوالي 500 إلكترون فولت.

## المصدر ثنائي القطب للأشعة السينية
XTE J1650-500 هو مصدر ثنائي القطب للأشعة السينية يقع في كوكبة المجمرة. تبلغ الفترة الثنائية 0.32 يوم.

## انبعاث الأشعة السينية من المشتري

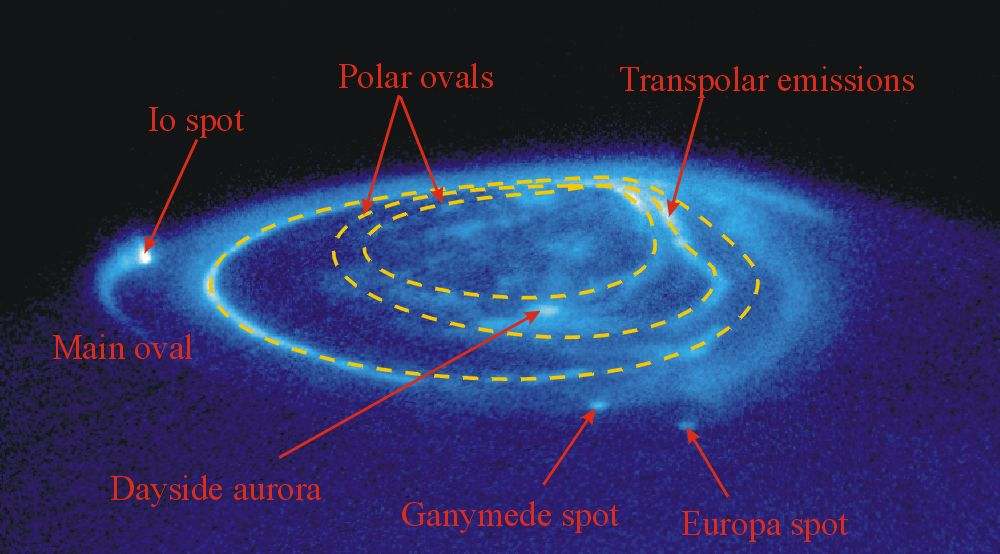
صورة للشفق الشمالي لكوكب المشتري، والتي تبين الشفق الرئيسي البيضاوي، والانبعاثات القطبية، و البقع الناتجة عن التفاعل مع الأقمار الطبيعية للمشتري.

على عكس شفق الأرض، التي هي عابرة و لا تحدث إلا في أوقات ازدياد النشاط الشمسي، فإن شفق كوكب المشتري دائم، على الرغم من أن حدتها تختلف من يوم إلى يوم.  تتكون من ثلاثة مكونات رئيسية: الشفق الرئيسي البيضاوي وهو مضئ وضيق (< 1000 كم في العرض) الميزات الدائرية تقع عند حوالي 16 درجة من الأقطاب المغناطيسية; البقع الشفقية الخاصة بالأقمار والتي تتوافق مع آثار خطوط المجال المغناطيسي تربط طبقة الأيونوسفير الخاصة بها مع طبقة الأيونوسفيرالخاصة بكوكب المشتري، مع انبعاثات عابرة قطبية  ضمن الشفق الرئيسي البيضاوي. الانبعاثات الشفقية تم الكشف عنها في تقريبا جميع أجزاء الطيف الكهرومغناطيسي من موجات الراديو إلى الأشعة السينية (تصل إلى 3 إلكترون فولت).

## روابط خارجية
- HETE-2: High Energy Transient Explorer
- BATSE: Burst and Transient Source Explorer